# Dortmunder Philharmoniker
I Dortmunder Philharmoniker sono un'orchestra sinfonica tedesca con sede a Dortmund. L'orchestra del Teatro Dortmund esegue le opere nell'Opernhaus Dortmund e i concerti nella Konzerthaus Dortmund. L'orchestra è stata fondata nel 1887 ed è stata plasmata da direttori come Wilhelm Schüchter, Marek Janowski, Moshe Atzmon e Jac van Steen.

## Storia
I Dortmunder Philharmoniker sono stati fondati come Orchesterverein nel 1887. Hanno suonato in luoghi diversi fino a quando lo Stadttheater fu inaugurato nel 1904. Da allora hanno suonato anche l'opera.
I nomi dell'orchestra sono cambiati con cambiamenti organizzativi e funzionali, Hüttner Kapelle, Städtisches Orchester (Orchestra della città), Philharmonisches Orchester der Stadt Dortmund, Philharmonisches Orchester Dortmund, ora Dortmunder Philharmoniker. La sede del concerto dopo la seconda guerra mondiale era la Kleine Westfalenhalle. Nel 1966 aprirono il nuovo teatro dell'opera Opernhaus Dortmund con un'esesecuzione di Il cavaliere della rosa, diretta da Wilhelm Schüchter. La sua sala fu utilizzata anche per concerti sinfonici fino al 2002, quando la Konzerthaus Dortmund aprì come sede dell'orchestra.
A partire dal 2010, l'orchestra era cresciuta fino a 102 musicisti. Il direttore principale ha il titolo di Generalmusikdirektor:
- 1887-1919 Georg Hüttner
- 1920-1951 Wilhelm Sieben
- 1952–1962 Rolf Agop
- 1963–1974 Wilhelm Schüchter
- 1975-1979 Marek Janowski
- 1980-1985 Hans Wallat
- 1985-1990 Klaus Weise
- 1991-1994 Moshe Atzmon
- 1996-2000 Anton Marik
- 2002-2007 Arthur Fagen
- 2008-2013 Jac van Steen
- since 2013 Gabriel Feltz

## Musica
La Dortmunder Philharmiker organizza concerti regolari ed anche concerti per giovani ascoltatori, "familienkonzerte" per persone dai cinque anni in su e "konzerte für junge leute" (concerti per giovani).
Nell'ottobre del 2006 sono stati in tournée in Cina, a Shanghai e Pechino tra gli altri, sotto la direzione di Arthur Fagen.
Nel 2010 hanno partecipato al Festival Klangvocal con musiche di Hans Werner Henze e Richard Wagner. La Sinfonia n. 5 di Henze, il Wesendonck Lieder di Wagner nella versione di Henze e il primo atto de La Valchiria sono stati eseguiti con i solisti Angela Denoke e Stig Andersen, diretti da Jac van Steen. Fa parte di un progetto iniziato nel 2009 per eseguire tutte le sinfonie di Henze, la cui madre è nata nella vicina Witten.
La Dortmunder Philharmoniker ha registrato un CD nel 2010, opere di Antonín Dvořák, tra cui la sua Sinfonia n. 6 e ouverture in concerto.